# Horizon (perspectief)
De horizon is in het perspectief de lijn op ooghoogte.

## Normale ooghoogte
Alles wat hoger is dan het standpunt van de tekenaar, kunstenaar of fotograaf steekt boven de horizon uit. Alles wat lager of kleiner is, blijft onder de horizon. Op onderstaande afbeelding bevinden alle ogen van de even grote mensen zich exact op de horizon.

## Kikvorsperspectief
In het kikvorsperspectief bevindt het standpunt zich heel laag. De horizon bevindt zich dan ook zeer laag in de afbeelding. Vrijwel alles steekt boven de horizon uit. 

## Vogelperspectief
In het vogelperspectief bevindt het standpunt zich heel hoog. De horizon bevindt zich dan hoog  in de afbeelding.  

## Verdwijnpunten
Bij het lijnperspectief speelt de horizon een grote rol. Op de horizon liggen namelijk de verdwijnpunten. Evenwijdige lijnen in een landschap komen, als ze tot in de verste verte worden doorgetrokken, bij elkaar in het verdwijnpunt op de horizon.